# Biatlon na Zimskih olimpijskih igrah 1972
Biatlon na Zimskih olimpijskih igrah 1972.

## Moški

### 20 km posamično
| Poz | Biatlonec           | Čas teka   | ZS | Skupni čas |
| --- | ------------------- | ---------- | -- | ---------- |
| 1   | Magnar Solberg      | 1:13:55,50 | 2  | 1:15:55,50 |
| 2   | Hans-Jörg Knauthe   | 1:15:07,60 | 1  | 1:16:07,60 |
| 3   | Lars-Göran Arwidson | 1:14:27,03 | 2  | 1:16:27,03 |

### 4 x 7,5 km štafeta
| Poz | Reprezentanca                                                                       | Čas        | ZS |
| --- | ----------------------------------------------------------------------------------- | ---------- | -- |
| 1   | Sovjetska zveza (Alexander Tihonov, Rinat Safin, Ivan Bjakov, Viktor Mamatov)       | 1:51:44,92 | 3  |
| 2   | Finska (Esko Saira, Juhani Suutarinen, Heikki Ikola, Mauri Röppänen)                | 1:54:37,25 | 3  |
| 3   | Vzhodna Nemčija (Hans-Jörg Knauthe, Joachim Meischner, Dieter Speer, Horst Koschka) | 1:54:57,67 | 4  |